# La Tercera
La Tercera es un periódico chileno con ediciones impresas que circulan los días sábado y domingo en las regiones Región Metropolitana de Santiago y Región de Valparaíso y su sitio web es uno de los de mayor alcance en el país. La Tercera es propiedad del Grupo Copesa, liderado por el empresario Álvaro Saieh y es miembro de Periódicos Asociados Latinoamericanos (PAL), al que pertenecen otras importantes casas editoriales de Latinoamérica.

## Historia

### La Hora(1935-1950)
En 1935, el escritor, periodista, diplomático y político Emilio Rodríguez Mendoza fundó el periódico La Hora, hacia la mitad del gobierno del presidente liberal Arturo Alessandri Palma. La empresa periodística, nacida desde el Partido Radical liderado por Pedro Aguirre Cerda, fue creada formalmente como sociedad anónima el 24 de mayo de 1935, según sus palabras, como «un diario independiente de interés nacional», con un capital inicial de 500 mil pesos de la época. Sus principales accionistas fueron Aníbal Jara Letelier, Alejandro Muirhead Vásquez, el abogado Carlos Camus y Alfonso Valenzuela, representante de Gustavo Helfman, reconocido miembro de la industria editorial chilena. Los organizadores más visibles del periódico eran Aníbal Jara y Manuel Muirhead Rojas, hijo de Alejandro. De los dos, el primero, quien había sido subdirector de La Nación y director de la revista Hoy, asumió como director del nuevo periódico, mientras que Manuel asumió como gerente.
Luego de la elección presidencial de Pedro Aguirre Cerda —quien se había apropiado del 28% de las acciones de la empresa— como sucesor de Alessandri, el periódico cambió su sello editorial, de opositor a oficialista. En enero de 1939, Aníbal Jara fue nombrado cónsul de Chile en Nueva York, siendo reemplazado por Darío Poblete, quien más tarde se convirtió en Secretario General de la Presidencia de Gabriel González Videla, quien previamente había sido presidente del consejo del diario. Posteriormente, en 1942 Poblete fue sucedido por el subdirector Carlos Becerra, hasta 1945.
Este periódico funcionó hasta inicios de los años 1950, cuando fue sustituido por La Tercera.

### Fundación y primeros años (1950-1972)

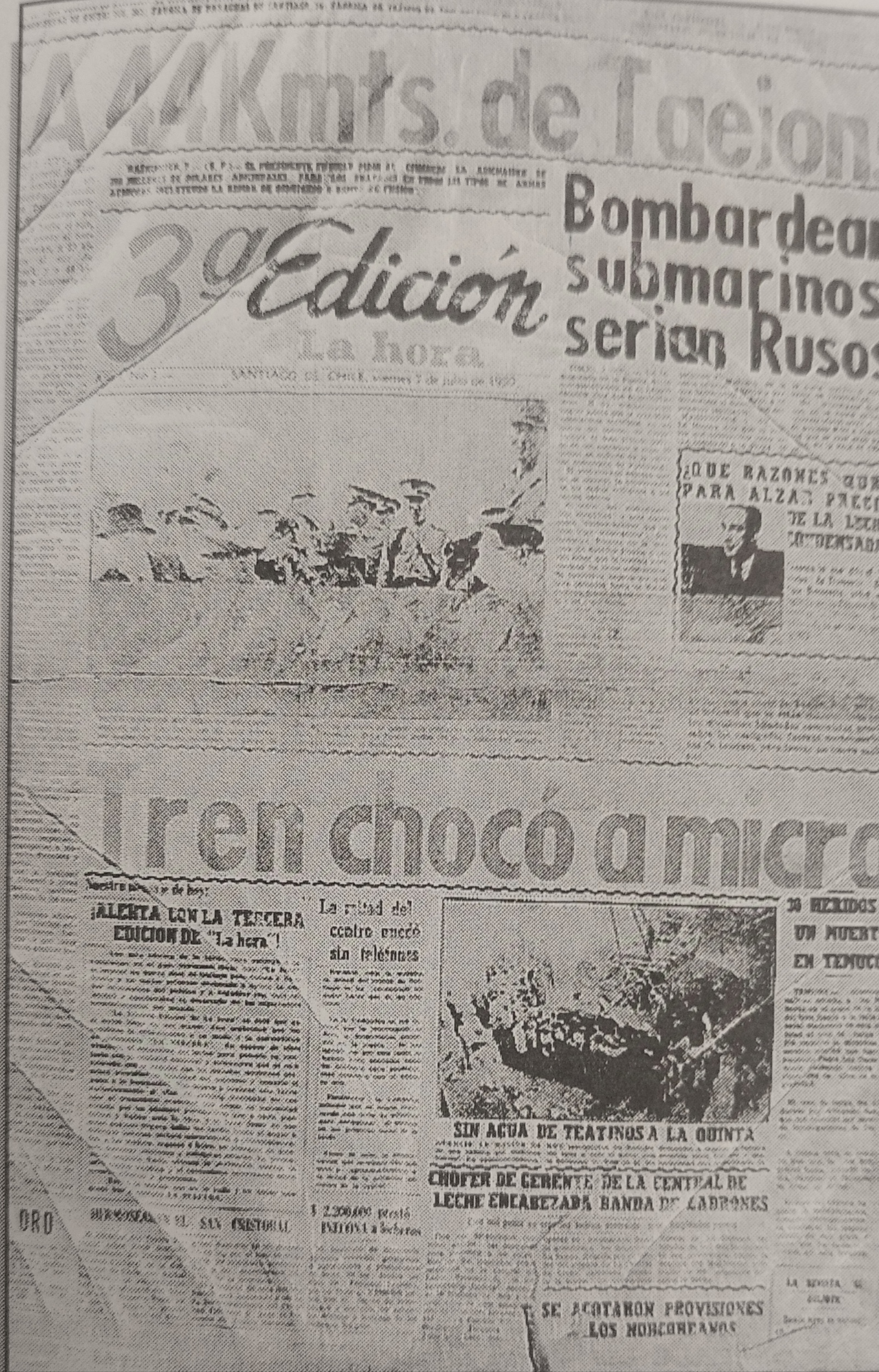
Primera portada de La Tercera de La Hora, 7 de julio de 1950

El diario La Tercera fue fundado el 7 de julio de 1950 por la familia Picó Cañas. Su primera edición, de tamaño estándar o de gran formato (conocido en Chile como "Tamaño Mercurio") llevó como título inicial "¡A 44 kmts. de Taejón!", noticia en relación con la guerra de Corea. En sus inicios se llamó La Tercera de La Hora, ya que era la edición vespertina del desaparecido diario La Hora. El 17 del mismo mes comenzó a ser impreso en formato tabloide. En los años 1950 pasó a ser publicado como matutino, dejando a La Hora como vespertino, hasta su cierre en mayo de 1951. Sus primeras oficinas y talleres estaban en la calle Moneda 754, a la altura de Tenderini.
En un principio, la línea editorial del diario La Tercera se ligó al Partido Radical (PR), pero en 1965 se desvinculó del partido, convirtiéndose en un diario independiente de todo partido político, régimen de gobierno o confesión religiosa. 
Según se cuenta en un reportaje especial de aniversario, el primer gran tiraje de La Tercera se registró el 25 de agosto de 1950, con motivo del fallecimiento de Arturo Alessandri Palma, oportunidad en que se enviaron a la calle unos 100 000 ejemplares.
En 1968 La Tercera da un salto en su proceso de modernización: en septiembre de ese año se trasladó a la que sería su sede durante más de tres décadas, en Av. Vicuña Mackenna 1870, fue el segundo periódico chileno en adoptar el sistema ófset a partir del 16 de septiembre y el primero en usar aviones para el traslado a regiones extremas del país.

### Golpe de Estado y dictadura militar (1973-1989)

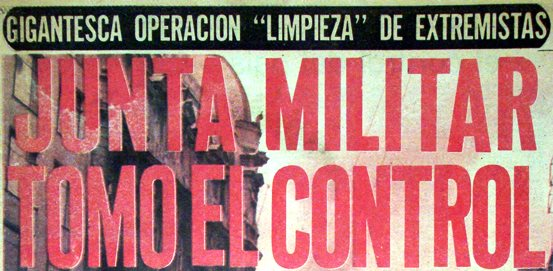
Titular del 13 de septiembre de 1973.

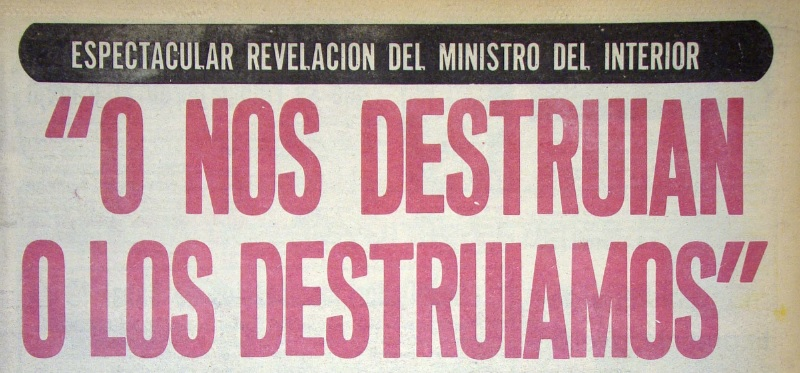
Titular del 15 de septiembre de 1973, donde se buscaba justificar el golpe de Estado de 1973.

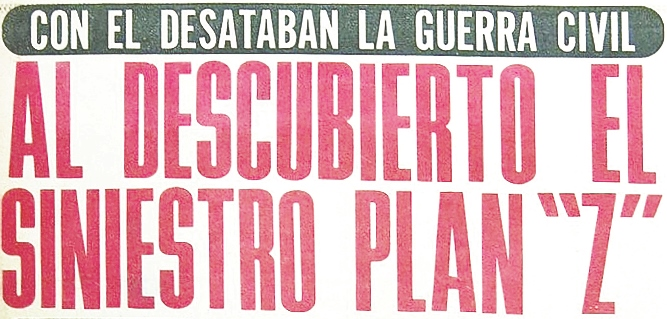
Titular del 22 de septiembre de 1973, donde se referían al ficticio Plan Z.

En 1970, el diario fue uno de los más acérrimos opositores al gobierno de Salvador Allende y en 1973 apoyó el golpe de Estado del 11 de septiembre, siendo La Tercera de La Hora uno de los diarios partidarios de la dictadura militar de Augusto Pinochet, junto a El Mercurio y La Nación. Fue, junto a El Mercurio, uno de los primeros diarios que se publicaron en Santiago el jueves 13 de septiembre, al levantarse el toque de queda.
Entre diciembre de 1980 y enero de 1981, La Tercera logró una de las más altas circulaciones que haya llegado un periódico en Chile, más de 800 000 ejemplares diarios, gracias a la publicación de la serie de reportajes titulada «La cárcel por dentro», escrita por el reportero Rubén Valenzuela. Valenzuela logró entrar a la Cárcel Pública de Santiago, haciéndose pasar por otra persona. En esta serie, se narran hechos que ocurrían dentro de la prisión, que llamaron la atención a los chilenos y en muchos otros países.
Otro de los hitos del periódico en los años 1980 fue el concurso «¿Quién mató a Patricia?», donde la gente debía mandar el cupón que aparecía en el diario, indicando el nombre del personaje de la teleserie chilena La Madrastra (de Arturo Moya Grau, emitida por Canal 13 en 1981) que cometió el crimen de Patricia, eje central de la telenovela. El diario encargó al detective y escritor René Vergara para «resolver el crimen» y publicaba sus hipótesis, hasta cuando fallece, un mes antes del final de la teleserie. El diario recibió más de medio millón de cupones con los distintos nombres. Los premios fueron un viaje al norte de Chile, televisores en colores y una cena con Estrella (Gloria Münchmeyer), la asesina de Patricia.
En junio de 1982 y debido a la realización del Campeonato Mundial de Fútbol España 1982, La Tercera publicó una edición vespertina titulada «Extra», con los resultados de los partidos jugados en la mañana. Esta edición tenía un lenguaje coloquial y popular, donde además de lo deportivo incluía información de espectáculos, farándula y fotos de vedettes. Fue editado por el periodista Diozel Pérez y era una especie de ensayo para lo que en dos años más fue la creación del diario La Cuarta.[cita requerida]
Desde mediados de los años 1960 hasta 1986, su logotipo era un círculo (que podía ser azul, negro o magenta) donde resaltaba «3ra» (Tercera) y, en más pequeño el «de la hora». En un rediseño de finales de 1986 se agrega en letras mayúsculas al círculo «LA TERCERA».[cita requerida]

### Retorno a la democracia y actualidad (desde 1990)
En septiembre de 1994, una renovación de diseño y contenidos, modificó su cabecera, dejando definitivamente atrás el nombre de "La Tercera de la Hora". Con esta renovación, se buscó aumentar la circulación en los sectores medios altos (C2).
En enero de 1997, asume como director el periodista Fernando Paulsen Silva, sucediendo a Héctor Olave Vallejos, quién dirigía el diario desde 1991. Entre los hitos de su gestión estuvo la reaparición del diario La Hora como vespertino y con el mismo equipo que hacía La Tercera, en noviembre de 1997 y su detención debido a una polémica con el ministro de la Corte Suprema chilena, Servando Jordán.
Con la llegada de su nuevo director Cristián Bofill, en enero de 1999, el diario se especializó en la cobertura de temas políticos, negocios y economía. En diciembre de 1999 comienza la adopción de su formato actual, adoptando un lenguaje más culto, deja de tener el titular principal el color rojo en sus caracteres, también aumentó notoriamente la cantidad de páginas, en un intento por llegar a los estratos altos. El domingo 14 de septiembre de 2003, el diario realizó cambios en el diseño de su diagramación, pasando del tabloide al formato berlinés y dándole una apariencia de carácter minimalista. En noviembre de 2008 renovó su sitio web, integrando a todos los medios de Copesa en una sola página llamada Mediacenter La Tercera.
El domingo 1 de agosto de 2010, La Tercera presenta una nueva cabecera completamente diferente a las predecesoras. Esta vez es de color rojo y letras blancas. El nuevo diseño del periódico fue realizado por el chileno Marcelo Godoy y el español Javier Errea.
Desde el 2 de noviembre de 2010, La Tercera incluye la edición internacional del diario El País de España a los suscriptores que realizan un pago adicional.
El 14 de agosto de 2013, Cristián Bofill renuncia a la dirección del diario para sumarse a Canal 13. Fue sucedido por Guillermo Turner Olea, quien por entonces estaba a la cabeza del periódico de economía Pulso. El 16 de julio de 2017 el periódico trasladó oficialmente sus oficinas a Apoquindo 4660, luego que Copesa decidiera dejar el recinto de Avenida Vicuña Mackenna.
El 16 de marzo de 2018 fue anunciada la fusión de Pulso con La Tercera, incorporándose el primero a la edición impresa del segundo desde el 19 de marzo. El 3 de enero de 2019, La Tercera retomó el formato tabloide al recortarse 3 centímetros de página, medida tomada para reducir costos.

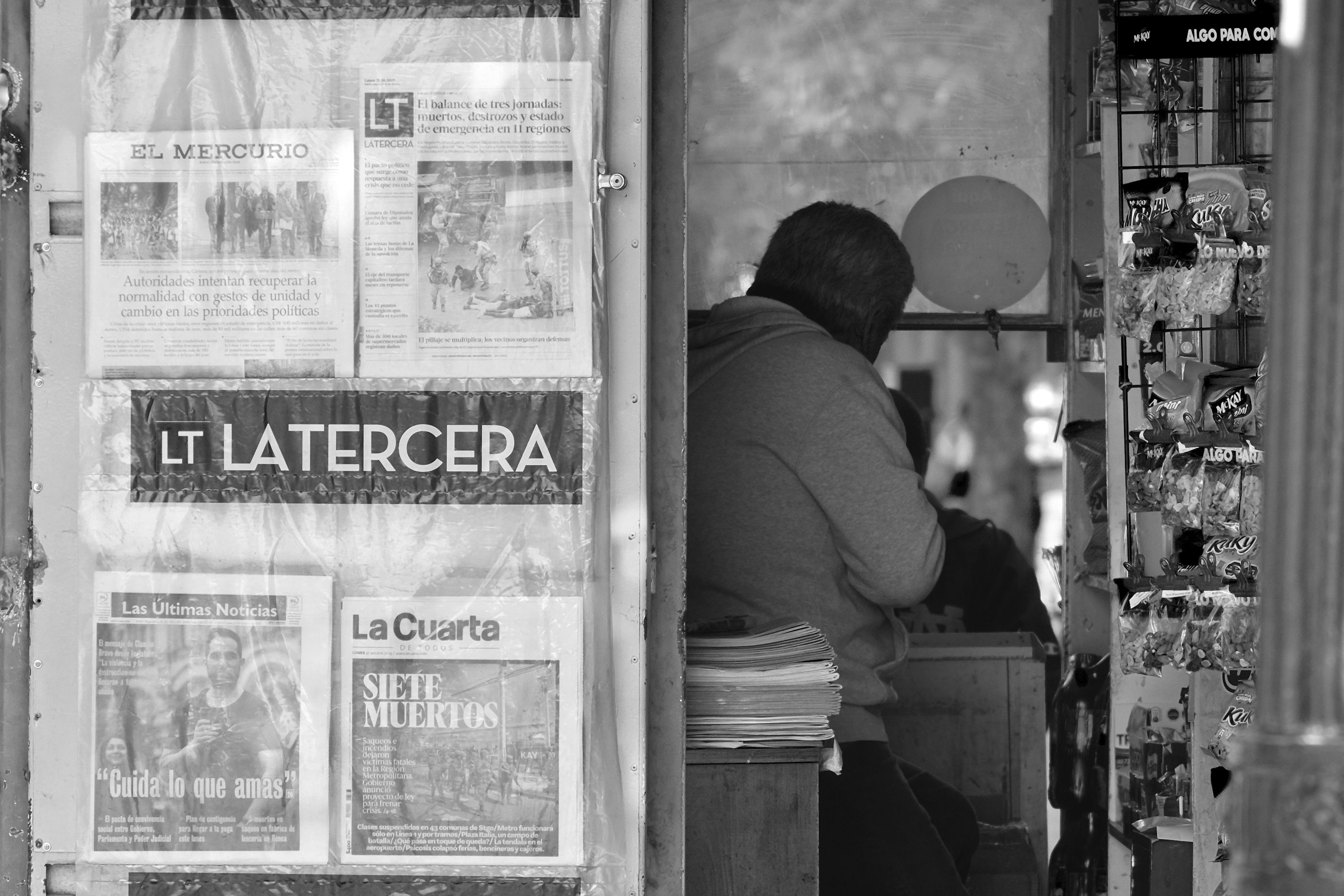
Quiosco en Chile en octubre de 2019, con ejemplar de La Tercera y otros periódicos nacionales

El 22 de abril de 2019, el diario La Tercera firma una alianza con The Wall Street Journal.
A partir del 28 de abril de 2019, el diario La Tercera inicia una nueva etapa en sus formatos impreso y digital con su eslogan "Más que un diario".
Como parte de las medidas tomadas por el impacto del declive del periódico en el país, el 29 de enero de 2021 se anunció que Copesa dejará de imprimir las ediciones de lunes a viernes y circulará solos los fines de semana en las regiones Metropolitana y de Valparaíso, eliminando su circulación a nivel nacional, al mismo tiempo que dejará de imprimir las revistas Paula y MásDeco.

## Directores
- Agustín Picó Cañas (director fundador)
- Guillermo Eduardo Feliú[26]
- Mario Carneyro Castro (mediados de los 60)
- René Olivares Becerra (1970-1972)[27]
- Alberto Guerrero Espinosa (1972-1983)
- Iván Cienfuegos Uribe (1983-1985)[27]
- Arturo Román Herrera (1985-1989)[27]
- Germán Picó Domínguez (1989-1990)[28]
- Darío Calderón González (1990-1991, interino)
- Héctor Olave Vallejos (1991-enero de 1997)[29]
- Fernando Paulsen Silva (enero de 1997- enero de 1999)[30]
- Cristián Bofill Rodríguez (enero de 1999 - agosto de 2013)[31]
- Guillermo Turner Olea (agosto de 2013 - abril de 2016)[32]
- Juan Pablo Larraín Medina (1 de junio de 2016 - 2018)[33]
- José Luis Santa María Oyanedel (2 de enero de 2019 - actualidad)[34]

## Propiedad
La Tercera es parte de Copesa (antes Consorcio Periodístico de Chile S.A.) un grupo de medios de comunicación controlado por el empresario chileno Álvaro Saieh Bendeck, quien a 2023 cuenta con el 100 % de su propiedad.

## Revistas

### Club La Tercera
Revista dirigida a los suscriptores del diario, en la que principalmente aparecen descuentos, ventas especiales y promociones. Aparece el primer domingo de cada mes. Desde abril de 2008 reemplaza a La Tercera Open.

### MT Motores
Suplemento comercial sucesor de las páginas del diario que aparecían los fines de semana desde octubre de 2005, con las novedades de la industria automotriz en Chile, vehículos comerciales, test drivers, motos y otros temas relacionados. Hasta el 29 de enero de 2021, se publicaba junto a la edición de los viernes del diario, cuando se descontinuó la publicación del periódico. El domingo 14 de noviembre de 2021 se reinicia la publicación del suplemento, de forma quincenal junto a la edición dominical.

### Icarito
La revista educativa de La Tercera se entregó hasta el año 2009, los miércoles junto al periódico, y en la actualidad, como sitio web, goza de un gran prestigio, debido a la calidad de sus contenidos y su vasta trayectoria. Icarito apareció por primera vez el 18 de septiembre de 1968 y se ha publicado ininterrumpidamente, entregando contenidos educativos de distintas temáticas, lo que lo ha llevado a tener reconocimientos internacionales. En los últimos años, ha aparecido en formato de libros coleccionables, como el "Diccionario Temático Icarito" (2010) y la "Gran Enciclopedia Icarito" (2011).

### Paula
Mujer fue una revista de corte femenino que inició su publicación el 7 de agosto de 1974 bajo el nombre De mujer a mujer. Aparece los domingos junto a La Tercera. En ella aparecen entrevistas, datos de belleza, cocina, moda, salud, entre otros temas. Se fusionó con revista Paula el 3 de junio de 2018. Dejó de circular en enero de 2021, pero se mantiene sus contenidos web.

### Revistas descontinuadas
- Buen Domingo: Revista dominical de reportajes y entretenciones, publicada desde el 12 de abril de 1970 hasta el 1 de diciembre de 1991, siendo reemplazada por Tiempo en familia, que circularía hasta septiembre de 1994.
- Club Icarito: Revista infantil.
- Cine: Revista editada los días jueves, entre 1998 y 1999, entregaba las informaciones sobre estrenos, actores, directores de cine, la crítica de los estrenos de la semana y la guía de carteleras.
- Deporte Escolar: Este suplemento comenzó a circular en 2007, tras el convenio firmado entre La Tercera, Soprole, y la Universidad Católica de Chile. En este suplemento, de 8 páginas de extensión, se presentan diversos reportajes y estadísticas relacionadas con las diversas competencias deportivas a nivel escolar que se desarrollan en el país.
- El Sacrificio: Revista juvenil. Incluía dentro de sí misma un póster coleccionable.
- El Semanal: Cuerpo que circulaba los domingos con reportajes que narraban historias de personajes públicos o desconocidos. Circularon 135 números, desde el 29 de mayo de 2011 al 29 de diciembre de 2013.
- Estreno: Revista de espectáculos que circuló entre enero de 1970 y septiembre de 1994,[38] y posteriormente entre 1999 y 2001.
- FestiViña: Editado durante el Festival Internacional de la Canción de Viña del Mar, publicaba los entretelones de lo que ocurría en la Quinta Vergara. Generalmente circulaban entre 9 y 10 ediciones por año y podía ser un suplemento independiente o integrado en la parte final del diario. Cuando coincidía una edición de FestiViña en viernes, el suplemento tomaba algunos contenidos de Estreno.
- Glamorama: Revista de espectáculos y farándula, principalmente chilena, que se entregaba los viernes dentro del diario. Su nombre se debía a la columna que aparece los domingos sobre el mismo tema escrita por el periodista Cristián Farías Ravanal. Estaba impresa en papel periódico. Actualmente es un sitio web sobre los temas antes mencionados.
- Guía Fin de Semana: Revista de espectáculos y televisión, publicada entre el 15 de noviembre de 1996 y el 21 de septiembre de 2001.
- Historietas: suplemento dominical, editado entre enero de 1980 y diciembre de 1982, se incluían tiras cómicas de "Alaraco", "Condorito" y "El Huaso Ramón", entre otros personajes nacionales e internacionales.
- Hombre actual: revista con temas "para hombres" que circulaba los jueves, en 1993.
- KisiKosa: Fue un suplemento de entretenimiento familiar publicado los días domingos; incluía desafíos de ingenio; "busque las diferencias"; sopas de letras; adivinanzas; puzles y algunas ingeniosas creaciones como el "puzlelaberinto" y el "puzle de sílabas". Apareció únicamente en 1983.
- La Tercera de los Niños: Periódico infantil publicado cada miércoles desde el 29 de marzo de 2000[39] hasta 2002.
- MásDeco: Inicialmente llamado Su Casa (1981-2003), posteriormente pasó a ser Casa&Decoración, desde octubre de 2007 adquirió el nombre "+decoración" y el 7 de agosto de 2010 toma su nombre actual. La revista de decoración se entrega los sábados junto al periódico. Publica extensos reportajes de decoración, urbanismo, jardinería, etc., acompañados de abundante material gráfico. Desde 2015 circula solo para los suscriptores de La Tercera. Finalmente el viernes 9 de agosto de 2019 Copesa confirma que la revista vuelve a circular en el diario para todo público, lo cual se concretó a partir del sábado 10 de agosto de 2019. Dejó de circular nuevamente en enero de 2021.[25]
- Mouse: Revista de tecnología editada por Juan Carlos Camus y luego por Susana Docmac Ahumada. Se publicaron físicamente 168 ediciones entre el 2 de noviembre de 1995 y el 28 de enero de 1999.[40] Actualmente, Mouse fue convertida a sitio web que cubre los temas ya mencionados.
- MT Mag: elegante revista que ampliaba el ámbito del suplemento Motores, incluyendo deportes, tecnología y vida social, apuntando al lector ABC1 suscriptor del diario.
- Mujer: "De Mujer a Mujer" fue un suplemento de corte femenino que inició su publicación el 7 de agosto de 1974,[36] en formato tabloide y publicándose con la edición del día martes. En el año 1982, pasa a tener un formato recortado y corcheteado, lo que le da forma de revista, con una nueva numeración de ediciones. En 1994, con la renovación del diario, comienza a imprimirse en papel couché delgado. En 1996 pasa a circular junto a la edición de los sábados hasta en 2003, donde se cambia al día domingo y comienza a llamarse simplemente "Mujer". Se fusionó con revista Paula el 3 de junio de 2018.
- Papas Fritas: Revista infantil publicada entre el 11 de septiembre de 1994 y el 31 de diciembre de 2000.[41] De tamaño tabloide, incluía pasatiempos, actividades, correo de lectores e historietas, como Los Picapiedra.
- Pocas Pecas: Revista infantil de la década de 1970, más tarde publicada por El Mercurio entre 1978 y 1982, con mayor presencia de historietas, tales como Los Picapiedras y Beto el recluta y más tarde Garfield y Condorito.
- Rumbo: Revista de temas de educación publicada entre abril de 1979 y el 28 de diciembre de 1983.[42]
- Su Casa: Revista de decoración tamaño tabloide que posteriormente pasó a ser Casa & Decoración en formato revista, y que posteriormente circuló como MásDeco.
- Temas de Hombre: Circulaba los días viernes, editado desde febrero de 1977 hasta el 29 de mayo de 1981.[43]
- Terruño: Revista de agricultura que circulaba los días jueves entre el 7 de julio de 1977 y el 12 de enero de 1978.[44]
- TevéGuía: Revista de espectáculos y televisión, publicada entre el 23 de diciembre de 1988 y el 8 de noviembre de 1996, fue reemplazada por la Guía del Fin de Semana el 15 de noviembre de ese año.
- Topaze: Revista de sátira política que circuló como suplemento en La Tercera entre el 13 de agosto de 1989 y 15 de septiembre de 1996.
- Viajes: Circulaba los domingos, y en él aparecían reportajes de viajes y turismo, junto con datos de interés y encuestas realizadas a los lectores. Se descontinuó a mediados de 2009. Posteriormente, en su reemplazo, se le conceden alrededor de 5 o 6 páginas con respecto al tema en el suplemento Tendencias, que salía los sábados.
- Virus y Minivirus: Revistas infantiles y preadolescentes. Cada una incluía dentro de sí misma un póster coleccionable.
- Volare: Revista de viajes dirigida por Luis Alberto Ganderats. Se publicaron 116 ediciones entre el 17 de noviembre de 1996 y el 31 de enero de 1999.[45]

## Suplementos y Cuerpos
- Pulso: Debido a la fusión de la sección "Negocios" con el diario de economía Pulso, este último comienza a ser el suplemento económico de La Tercera. Actualmente acompaña a las ediciones impresas del diario, los sábados y domingo.
- Ediciones Especiales. Suplementos sin periodicidad fija, que abarca en una edición un solo tema de manera especializada: temas de consumo, industriales, construcción, tecnología, inmobiliario, automotriz, etc. Aparecen a menudo en cualquier día de la semana.

### Suplementos descontinuados
- Negocios: Suplemento de economía que circuló los domingos desde el 1 de agosto de 2010 hasta marzo de 2018 tras la fusión de Pulso con La Tercera, el suplemento cambió su nombre a "Pulso Domingo".
- Suplemento Deportivo: Suplemento que circulaba los lunes, y que trata más profundamente y expansiva el deporte del fin de semana, con especial énfasis en el fútbol chileno. Comenzó en los años 60 como Suplemento Deportivo, Revista Deportiva (1986-1994), La Tercera Deportes (1994-1996), Marca (1996-2001) y El Deportivo (2001-2003 y 2014-2019). Desde el 2 de agosto de 2010 y hasta el 24 de mayo de 2014, las informaciones deportivas aparecieron en las páginas finales del diario, con una portadilla que presentaba una imagen y una pequeña descripción de la noticia.[46]
- Reportajes: Suplemento que circulaba los domingos desde 1995, donde se publican reportajes a fondo y entrevistas de manera extensiva. De corte principalmente de contingencia política y económica, hasta el 22 de mayo de 2011 circulaba los días domingo, siendo trasladado a los sábados a partir de la semana siguiente. En enero de 2014, y luego del cierre de El Semanal el 29 de diciembre de 2013, el suplemento volvió a los días domingo. El 4 de agosto de 2019 circula su última edición, ya que la edición del 11 del mismo mes la edición dominical absorbe el suplemento, pasando a ser "La Tercera Domingo", donde los reportajes y entrevistas son parte del cuerpo principal del periódico.
- Tendencias: Suplemento que circula los sábados y que reemplazó a la revista Glamorama. Trata temas de salud, bienestar, tecnología y viajes, entre otros. También incluye la sección Gente. Deja de circular el 12 de marzo de 2021, ya que sus contenidos pasan a ser parte del cuerpo principal del periódico que se nombra "La Tercera Sábado" desde el sábado 19 de ese mes.[47]
- Sociales: Suplemento que aparecía originalmente los domingos y que presenta fotografías y reseñas sobre actividades sociales. Desde el 7 de agosto de 2010 su nombre es Gente y aparecía los sábados al interior del suplemento Tendencias.
- Cultura: Suplemento de los sábados, dedicado a las artes, libros, teatros y contenidos culturales. Después de su descontinuación, sus contenidos pasaron a formar parte del cuerpo principal del diario los sábados y domingos.
- Subte: Suplemento Juvenil, en circulación desde julio de 1996 hasta enero de 1999, con información sobre música nacional e internacional, con contenidos de MTV y difusión de artistas chilenos.[48]
- Gran Santiago: El 6 de septiembre de 1994 comienza la circulación de este suplemento diario exclusivo para la Región Metropolitana. Trataba temas comunales, problemas de la ciudad y su gente, además de servicios a la comunidad. Dentro de este cuerpo se incluyen los Avisos Clasificados. Deja de circular en 1999.
- Tercer Tiempo: Junto con la renovación de La Tercera en septiembre de 1994, comienza a editarse como sección diaria en la última parte del diario. Agrupaba las noticias de espectáculos (cine, teatro, televisión, radio y música), las carteleras de cine, teatro y televisión abierta y por cable, sumando las notas de arte y cultura (libros, exposiciones) que aparecían en la Página Cultural de los viernes o en la sección Crónica. Los días viernes, a partir del 9 de septiembre, se independiza del cuerpo principal y se publica de forma separada, aunque con el mismo diseño que el diario. Se incluyen reportajes, la crítica de cine y teatro, se suman recomendaciones de libros, exposiciones y restaurantes, además de las carteleras de teatro y cine. En el cuerpo principal del diario del viernes quedan noticias del día y la cartelera televisiva. En 1996 se cambia el perfil del suplemento, más juvenil, los contenidos más tradicionales pasan al cuerpo del viernes (que pasa a llamarse "Espectáculos") y las críticas y carteleras pasan a la revista Guía Fin de Semana, sucesora del TeveGuía. Deja de circular en diciembre de 1999, cuando reaparece el suplemento Estreno, circulando los jueves.
- Tiempo en Familia: Suplemento dominical sucesor de Buen Domingo, editado entre diciembre de 1991 y septiembre de 1994. Incluía reportajes, entrevistas (una de ellas llamada "Tres Mujeres al acecho"), notas de viajes y un crucigrama.
- Mundo Económico: Suplemento de economía del diario que se publicó entre 1992 y 1994, con una circulación exclusiva para la región Metropolitana, la edición de provincias contenía dentro del cuerpo central una selección de noticias económicas. Este suplemento diario informaba sobre las actividades económicas, de negocios y bursátiles, además de publicar en detalle los indicadores económicos y los movimientos de la Bolsa de Comercio. Además, se incluían los Avisos Clasificados.
- Informativo del Agro: Suplemento dedicado a las actividades agropecuarias, en circulación entre enero de 1987 y septiembre de 1992.

### Secciones especiales del diario
- Santiago: Circuló desde el 1 de agosto de 2010[49] hasta el 24 de mayo de 2014.[50] Informaba de noticias referentes a la capital, panoramas, tendencias y todo lo que se relacionara con la principal ciudad del país.

## Controversias
En el año 2004, el diario sufrió una demanda colectiva, en la que 15 demandantes denunciaron que el suplemento "Mujer" del diario publicó una receta de churros, la cual, al realizarse al pie de la letra, causaba que el agua, manjar entre otros ingredientes de la masa "explotaran" al contacto con el aceite, salpicando a la persona que realice la receta, causando así quemaduras de tercer grado en brazos, piernas y cara. En el año 2011 el diario pagó $165.000 dólares a las víctimas del accidente por daños morales y físicos.
Durante el Estallido Social de 2019, el periódico fue cuestionado por difundir noticias falsas sobre el proceso.
Durante la presidencia de Gabriel Boric, La Tercera apoyó la llamada "opción rechazo" del Plebiscito constitucional de Chile de 2022.